# 工程塑料
工程塑料是指强度、模量和 耐磨损  耐疲劳性 韧性等参数较高，主要应用在工业领域作机械结构材料的塑料，某些高端消费产品为提高品质，也会使用工程塑料，如ABS。

## 种类
- ABS樹脂（Acrylonitrile butadiene styrene, ABS）

- 聚酰胺（Polyamide, PA，或做尼龍）

- 聚酰亚胺（Polyimide, PI），耐高温，使用温度范围－200～300℃

- 聚酰胺酰亚胺（Polyamide-imide， PAI），耐熱性不及聚醯亞胺，但韌性及抗張強度較酰亚胺強，尺寸安定性高

- 聚縮醛（Polyoxymethylene, POM），俗称赛钢，韧性，强度很高，用于替代黄铜。适合于制作齿轮和轴承。

- 聚碳酸酯(Polycarbonate, PC)

- 聚对苯二甲酸丁二醇酯（Polybutylene terephthalate, PBT）

- 聚醚醚酮（Polyether ether ketone, PEEK）

- 聚苯醚(Polyphenylene oxide, PPO)

- 聚苯硫醚(Polyphenylene Sulfide ,PPS)

- 聚苯並噁唑(Polybenzoxazole， PBO)

- 聚苯並噻唑(Polybenzothiazole, PBT)

- 聚苯並咪唑(Polybenzimidazole， PBl)